# Somebody's Love
«Somebody's Love» es una canción del cantante y compositor Inglés Passenger. La canción fue lanzada como descarga digital el 17 de junio de 2016 en el Reino Unido, como el primer sencillo de su séptimo álbum de estudio, Young as the Morning, Old as the Sea (2016).

## Videoclip
Un vídeo musical para acompañar el lanzamiento de "Somebody`s Love" fue lanzado por primera vez en YouTube el 16 de junio de 2016 con una longitud total de tres minutos y cincuenta y un segundos.

## Lista de canciones
| Descarga digital |                   |          |  |
| N.º              | Título            | Duración |  |
| 1.               | «Somebody's Love» | 3:45     |  |

## Rendimiento en listas

### Semanales
| Lista (2016)                                | Mejor posición |
| ------------------------------------------- | -------------- |
| Bélgica (Flandes) (Ultratip Bubbling Under) | 6              |
| Bélgica (Valonia) (Ultratip Bubbling Under) | 48             |

## Historial de lanzamientos
| Región      | Fecha               | Formato          | Discográfica       |
| ----------- | ------------------- | ---------------- | ------------------ |
| Reino Unido | 17 de junio de 2016 | Descarga digital | Black Crow Records |